# Conga
 (mai 2021).
Si vous disposez d'ouvrages ou d'articles de référence ou si vous connaissez des sites web de qualité traitant du thème abordé ici, merci de compléter l'article en donnant les références utiles à sa vérifiabilité et en les liant à la section « Notes et références ».
Le conga, également appelée, tumba ou tumbadora conga, désigne plusieurs éléments musicaux cubains ou latins : un instrument de musique, un rythme, une formation musicale ou une danse. Le percussionniste jouant des congas s'appelle un conguero.

## L'instrument conga
Le conga apparaît au XVIIIe siècle à Cuba. C'est un instrument de percussion, un tambour à une seule peau percutée avec les mains. L'emploi de baguettes est fait par adaptation de rythmes traditionnels d'autres cultures sur cet instrument. Il se décline en différentes tailles jouées par un ou plusieurs interprètes, et depuis la seconde moitié du XXe siècle, on en peut jouer de plusieurs à la fois. Il s'est répandu dans toute la musique latine.

### Facture

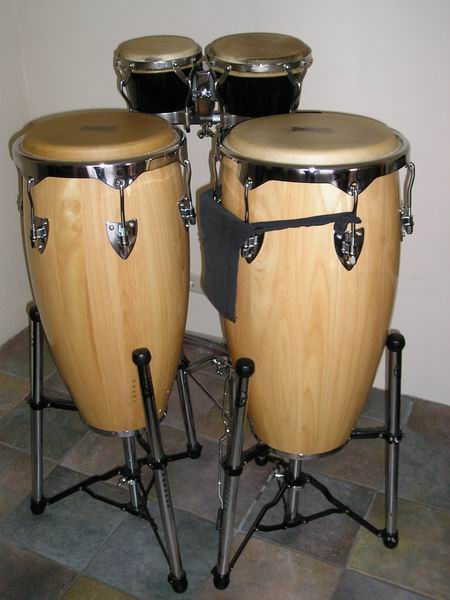
Deux congas (devant), deux bongos (derrière).

Haut tambour (90 cm de haut pour 23 à 30 cm de diamètre) à long fût légèrement renflé, la conga est faite à partir d'un assemblage de latte de bois, ou creusée dans un tronc monoxyle, ou bâtie sur un tonneau cerclé ou moulé dans de la fibre synthétique. Une peau épaisse est fixée sur le dessus à l'aide de liens à l'origine et aujourd'hui à l'aide de cerclages et de fixations métalliques réglables. Il y en a plusieurs sortes :
- le quinto désigne le tambour (28 cm de diamètre) au timbre le plus aigu, jouant le solo (également appelé primero),
- le conga ou le segundo est le tambour moyen (30 cm de diamètre) appelé aussi tres, tres dos ou tres golpes, dans le cycle de rumba guaguanco et le rebajador dans la comparsa,
- la tumba ou salidor est le tambour au plus large 30 cm de diamètre, au son le plus grave.

Auxquelles il faut ajouter des types plus récents :
- le requinto est une version rare, très aiguë (25 cm de diamètre),
- le supertumbass est une version rare, encore plus grave (35.5 cm de diamètre).

Vers 1800, les congas vont remplacer les tiroirs des armoires (cajónes) ou des cajots de morue dans la rumba.

### Jeu
On appelle conguero le percussionniste qui joue des congas (de une à cinq congas) à la main à l'aide de cinq frappes de base.
Dans la salsa, les congas ont un rôle de premier plan : ils constituent la base du tumbao avec la basse et le güiro, véritable « colonne vertébrale » rythmique en remplacement du groove basse-batterie que l'on retrouve dans d'autres styles musicaux, c'est une des grandes différences au niveau du rythme entre la salsa et les autres styles de musiques.

### Congueros reconnus
(octobre 2011).
- Miguel Angá Díaz
- Ray Barretto
- Willie Bobo
- Candido Camero
- Changuito
- Tata Güines
- Giovanni Hidalgo
- Machito
- Sabu Martinez
- Carlos Mejia
- Armando Peraza
- Edgardo Rosales
- Orlando Poleo
- Chano Pozo
- Poncho Sanchez
- Mongo Santamaría
- Patato Valdés
- Pedro Conga

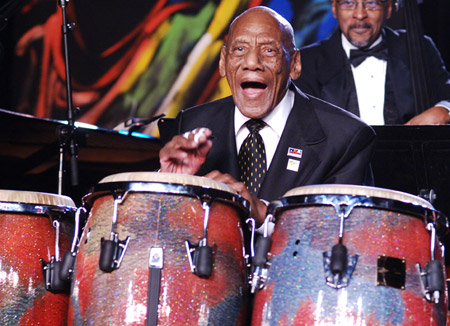
Candido Camero (concert en 2008).

Le groupe latino Santana est aussi reconnu pour ses percussionnistes, dont les congas sont la base. 

## Rythme et danse conga
Le rythme binaire (2/2,2/4) joué par celle-ci s'appelle aussi la conga (ou tango congo), comme la danse, qui consiste en 3 pas de côté avant de lever un pied et de repartir dans l'autre sens.
Ce rythme est apparu vers 1550, lorsque les esclaves cubains ont pu se réunir dans des cercles appelés « cabildos », pour préparer l'Épiphanie (la fête des rois, le 6 janvier), et danser dans la rue les dimanches. 
Cette musique continue d'être jouée dans les carnavals de Cuba, dont le plus important est celui de Santiago.
Outre les percussions, on joue de la "Trompetica china".
À la fin des années 1930, Desi Arnaz va relancer la mode de la conga (conga de salon) aux États-Unis.
En 1940, Arsenio Rodriguez va ajouter le rythme du guaguancó (une des formes de la rumba) joué par des congas à son orchestre, qui devint alors un « conjunto ». Ceci va révolutionner le son cubain et préfigurer la salsa.
La conga est aussi utilisée dans la cumbia classique, ainsi que dans diverses variétés de cumbia, telles la cumbia péruvienne et la cumbia salvadorienne.